# Walter Scheuerl

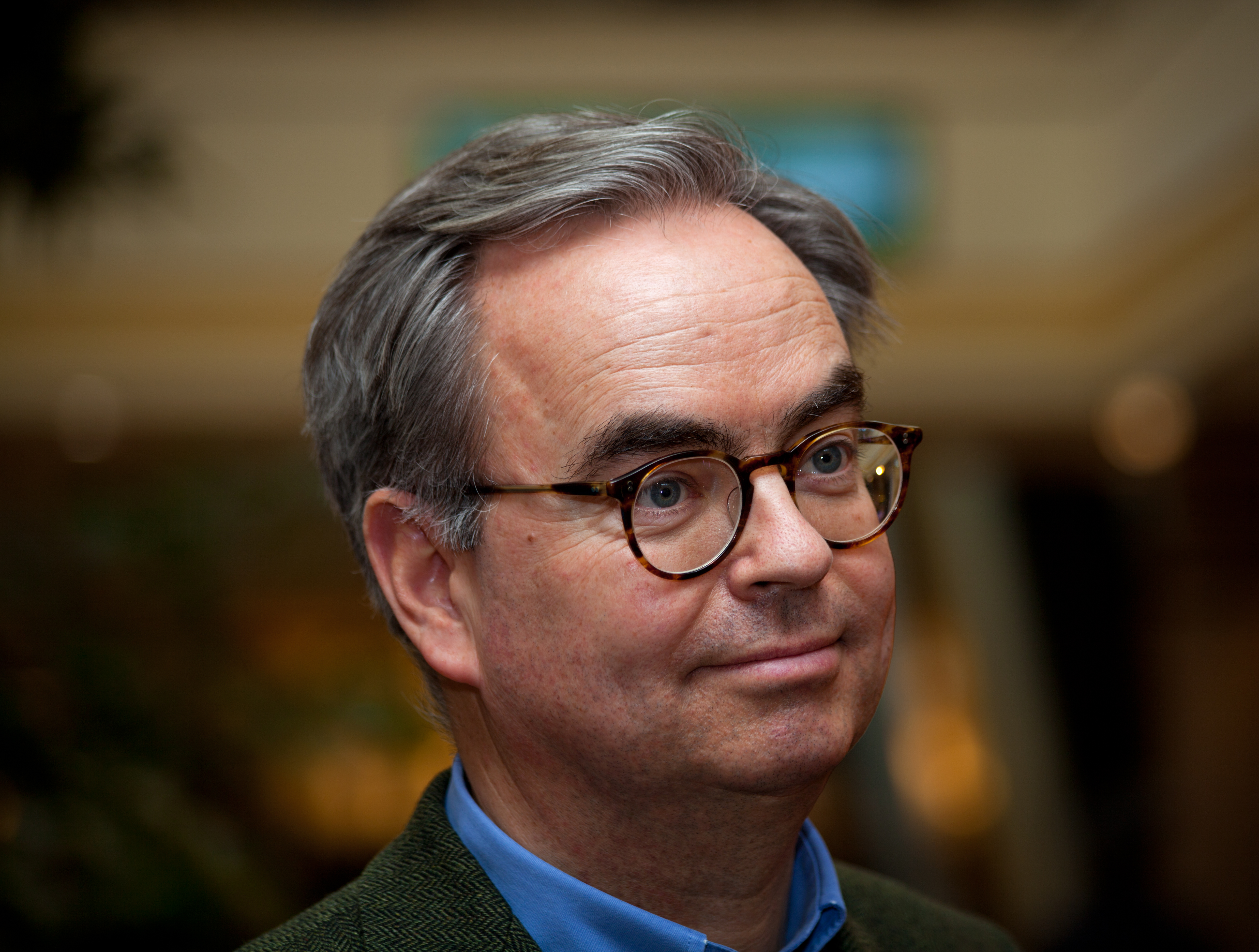
Walter Scheuerl 2011

Walter Scheuerl (* 2. August 1961 in Erlangen) ist ein Hamburger Rechtsanwalt mit den Schwerpunkten Medienrecht, gewerblicher Rechtsschutz und Lebensmittelrecht. Er ist Initiator der Hamburger Bürgerinitiative Wir wollen lernen, die sich gegen die vom Hamburger Senat in der 19. Legislaturperiode (2008–2011) unter Bürgermeister Ole von Beust (CDU) und Schulsenatorin Christa Goetsch (Grüne) angeschobene Schulreform wandte. Scheuerl gehörte in der 20. Legislaturperiode (2011 bis 2015) als parteiloser Abgeordneter der Hamburger Bürgerschaft an; bis zum 24. März 2014 gehörte er der CDU-Fraktion an, danach nahm er sein Bürgerschaftsmandat als fraktionsloses Mitglied wahr.

## Werdegang
Scheuerl ist Sohn des Erziehungswissenschaftlers Hans Scheuerl. Walter Scheuerl legte sein Abitur 1980 am Gymnasium Willhöden, dem heutigen Marion-Dönhoff-Gymnasium, ab und studierte von 1981 bis 1986 an der Universität Hamburg. Nach einem Praktikum am Oberlandesgericht Hamburg arbeitete Scheuerl ab 1989/89 im Münchener Patentamt sowie ab 1991 für die Patentanwaltskanzlei W.P. Thompson & Co. in Liverpool in England. Er promovierte 1991 mit dem Dissertationsthema Aids und Strafrecht: Die Strafbarkeit HIV-Infizierter Personen beim Vollziehen sexueller Kontakte an der Universität Hamburg. Danach arbeitete er als angestellter Anwalt für die Kanzlei Droste/Boesebeck Droste/Lovells, bis er dort 1998 Teilhaber wurde.
Scheuerl war neben seiner Anwaltstätigkeit auch Dozent für Urheberrecht an der Hochschule für Musik und Theater Hamburg sowie Sachverständiger der Hamburger Handelskammer.
Scheuerl ist heute Partner in der Rechtsanwaltskanzlei Graf von Westphalen.

## Bürgerinitiativen, Positionen und Kritik

### Bürgerinitiative und VolksentscheidWir wollen Lernen
Als Initiator der am 7. Mai 2008 gegründeten Bürgerinitiative Wir wollen Lernen engagierte sich Scheuerl gegen die sechsjährige Primarschule der Hamburger Landesregierung, die von einer Koalition von CDU und Grünen initiiert und schließlich einstimmig von der gesamten Hamburger Bürgerschaft einschließlich der oppositionellen SPD beschlossen wurde. Die Bürgerinitiative setzte durch eine Unterschriftenaktion mit 185.000 Unterschriften einen Volksentscheid durch, der am 18. Juli 2010 abgehalten wurde. Dabei wurde die Schulreform mit 54,5 % Nein-Stimmen bei einer Wahlbeteiligung von 39,3 % abgelehnt.
Das Scheitern der Schulreform führte zum Auseinanderfallen der Koalition und zu vorzeitigen Neuwahlen am 20. Februar 2011. Obwohl Scheuerl sich gegen die Schulpolitik der schwarz-grünen Koalition engagiert hatte, die auch für das Scheitern der CDU-geführten Regierung verantwortlich war, trat er hierbei als parteiloser Kandidat auf der CDU-Landesliste an und erhielt nach dem Spitzenkandidaten Bürgermeister Ahlhaus die zweitmeisten Stimmen auf der CDU-Landesliste. Der Stimmenanteil der CDU halbierte sich bei der Wahl von 42,6 % auf 21,9 % fast. Ab dem 7. März 2011 war Scheuerl Mitglied der Hamburgischen Bürgerschaft und Vorsitzender des Schulausschusses der Hamburger Bürgerschaft. Wegen inhaltlicher Kritik an einem Verhandlungsvorschlag des Fraktionsvorstandes an die Volksinitiative „G9-Jetzt-HH“ forderte der Vorsitzende der Fraktion Scheuerl am 22. März 2014 telefonisch auf, aus der CDU-Fraktion auszutreten. Scheuerl kam diesem Wunsch nach und erklärte am 24. März 2014 per Telefax seinen Austritt aus der Fraktion. Die verbliebene Dauer der Legislaturperiode bis zur Bürgerschaftswahl am 15. Februar 2015 gehörte Scheuerl der Bürgerschaft als fraktionsloser Abgeordneter an. 2015 kandidierte er dann im Wahlkreis Blankenese als Einzelbewerber. Nach Auszählung der 123 Wahllokale in seinem Wahlkreis kam er mit 6773 Stimmen und einem Anteil von 2,6 Prozent auf das beste bisher in Hamburg von einem Einzelbewerber bei Bürgerschaftswahlen erzielte Ergebnis, erhielt jedoch keines der 5 Wahlkreismandate.

### InitiativeUnser Hamburg – gutes Netz
Im Januar 2013 gründete Walter Scheuerl unter dem Namen „Unser Hamburg – gutes Netz“ eine Initiative der Gegner eines vollständigen Rückerwerbs der Hamburger Energienetze durch die Freie und Hansestadt Hamburg. Durch die Presse- und Online-Arbeit der Initiative wurde die anfängliche starke Zustimmung zu einer Rekommunalisierung der Energienetze von 64 Prozent im Februar 2013 auf 58 Prozent im Juni 2013 und auf Umfragewerte mit einer hauchdünnen Mehrheit für die Gegner einer Rekommunalisierung wenige Tage vor dem Volksentscheid reduziert. Bei dem Volksentscheid, der zusammen mit der Bundestagswahl 2013 am 22. September 2013 stattfand, sprachen sich schließlich von 1.292.984 Abstimmungsberechtigten nach dem vorläufigen amtlichen Ergebnis bei 15.214 ungültigen Stimmen 443.873 (50,9 Prozent) für und 428.544 (49,1 Prozent) gegen die Vorlage der auf den vollständigen Rückerwerb der Energienetze gerichteten Volksinitiative „Unser Hamburg – unser Netz“ aus.

### Vorwurf des Lobbyismus
Tierschutzgruppen kritisierten Scheuerl 2011 wegen einer angeblichen Lobbypolitik für Unternehmen, die landwirtschaftlich oder im Bereich der Unterhaltung (z. B. Zirkusse) Tiere halten. Als Rechtsanwalt vertrat Scheuerl häufig Firmen, die landwirtschaftliche Tierhaltung betreiben und hatte diese u. a. gegen Tierrechtsgruppen vertreten. Letzteren wirft er vor, mit in Ställen seiner Mandanten gefertigten Aufnahmen angeblicher Tierschutzverstöße Spenden zu generieren und so ein Geschäftsmodell zu betreiben.

### Kritik an informatischer Bildung
Scheuerl verteidigte im Mai 2013 die Entfernung informatischer Inhalte aus dem Pflichtkanon der Stadtteilschulen in Hamburg. Er klassifizierte die Informatik als Teil der Physik und erklärte die digitale Revolution für weitgehend abgeschlossen. Dies brachte auch internationale Aufmerksamkeit für den Sachverhalt. Sowohl Lehrkräfte, Schüler als auch Vertreter der Wirtschaft und anderer Parteien kritisierten dieses Vorhaben hingegen scharf.
Ende 2014 sprach sich Scheuerl gegen ein Pilotprojekt zur Einführung von Laptops, Tablets und WLAN für den Unterricht an Hamburger Schulen aus. Dafür wurde er von Hansjörg Schmidt (SPD) kritisiert. Scheuerl sei ein „Ewiggestriger, der nicht verstanden hat, dass das Internet die Schulbibliothek von heute ist“, so Schmidt.

## Schriften
- Walter Scheuerl: Aids und Strafrecht: Die Strafbarkeit HIV-Infizierter Personen Beim Vollziehen Sexueller Kontakte, Dissertation, Hamburg-Münster, 1992, 364 Seiten, ISBN 3-89473-287-3.
- Das Werk-ABC, Beitrag B 1.14[23] in Handbuch Kultur und Recht, Berlin 2007
- Peter Engel, Walter Scheuerl: Litigation-PR. Erfolgreiche Medien- und Öffentlichkeitsarbeit im Gerichtsprozess. Carl Heymanns Verlag, Köln 2011. ISBN 978-3-452-27537-0.